# Иван (фильм, 2016)
«Иван» — российский кинофильм 2016 года режиссёра и сценариста Алёны Давыдовой, её дебют в полнометражном кино. Главные роли исполняют Кирилл Полухин и Полина Гухман.

## Сюжет
Иван живёт в маленьком городе, работает водителем на скорой помощи. Его жизнь протекает по привычной колее, без надежд и планов. Однажды на пороге его дома появляется маленькая девочка, которая меняет и жизнь Ивана и его самого.

## В ролях
- Кирилл Полухин
- Полина Гухман
- Анастасия Мельникова
- Людмила Бояринова
- Сергей Яценюк
- Денис Портнов
- Аграфена Петровская
- Руслан Ибрагимов
- Татьяна Ткач
- Софья Горелик
- Наталия Ермолаева
- Валерий Филонов
- Николай Спиридонов
- Регина Щукина
- Анна Дзыгало
- Сергей Воробьёв
- Александр Аравушкин
- Анна Екатерининская

## Съёмочная группа
- Режиссёр — Алёна Давыдова
- Сценарист — Алёна Давыдова
- Оператор — Артём Джараян
- Художники — Мария Морозова, Дмитрий Малич-Коньков
- Продюсеры — Алексей Львович, Алексей Герман (младший), Максим Елагин

## Съёмочный процесс
Раньше Алёна Давыдова работала ассистентом режиссёра в других проектах. У неё возникла идея создать простое кино про простых людей. Она написала сценарий и показала своему учителю И. Ф. Масленникову. Ему работа понравилась, и он хотел сам снять этот сценарий, но не удалось получить финансирование у Министерства культуры. От Масленникова сценарий попал к Нелли Аржаковой, которая показала его руководству кинокомпании «Север» — они приняли решение, что имеет смысл запускать проект.
Изначально история была о девочке Тоне. В процессе работы над сценарием, съёмок и монтажа так получилось, что акцент сместился, и главным героем стал именно Иван.
Съёмки проходили в Санкт-Петербурге и Ленинградской области — в Ломоносове, Гатчине, Кронштадте. Съёмочный период занял 20 смен. Подготовительный период оказался длительным: это связано с кастингом главных героев, выбором натуры и консервацией проекта. Было просмотрено около двух тысяч девочек на роль главной героини Тони. Исполнитель главной роли Кирилл Полухин пришёл на кастинг для подыгрывания Тоне. Когда режиссёр Алена Давыдова увидела их в паре, она тут же утвердила их на роли главных героев.

## Звукоряд
В фильме звучит музыка группы «АукцЫон». По мнению режиссёра композиция «Летел и таял» наиболее точно характеризует внутреннее состояние главного героя.

## Награды и премии
Фильм «Иван» вошёл в конкурсную программу и был номинирован на премию «Кинотавр» (2016).